# Pierre-Valentin Marchesseau
Pour les articles homonymes, voir Marchesseau.
Pierre-Valentin Marchesseau, né le 21 mars 1911 à Bizerte (Protectorat français de Tunisie) et mort le 10 décembre 1994 à Courcôme dans la Charente, est un naturopathe français.

## Carrière
Pierre-Valentin Marchesseau est considéré comme le père de la naturopathie, pour en avoir importé, traduit les concepts en 1935,. Il crée en 1973 à Paris l’Institut d’Hygiène Vitale où il forme de nombreux naturopathes. Il fonde également la société d’aliments biologiques Vitagermine. Il auto-publie une cinquantaine d'ouvrages dans lesquels il dispense son savoir naturopathe et qui sont utilisés lors de ses formations.
Il défend l’idée qu’il faudrait nettoyer les toxines de l'organisme via l’alimentation et insinue que l’alimentation serait la cause principale de toutes les maladies, ce qui est mensonger. Il remet en cause la vaccination, et présente les médicaments comme un poison.